# 松岗公园站
松岗公园站是深圳地铁6号线的一座车站，位于中國广东省深圳市宝安区沙江路松岗公园正门旁。该站为地下站，于2020年8月18日通车。

## 站台

### 整体构造
本站为东西走向的地下二层车站，车站预计采用如下结构：
| 地面（G）      |                            | 出入口                       |
| 地下一层（B1） | 车站大堂                   | 客务中心、售票机、自动柜员机 |
| 地下二层（B2） |                            | █6号线往松岗（溪头）         |
| 地下二层（B2） | 岛式站台，左边车门将会开启 |                              |
| 地下二层（B2） | █6号线往科学馆（薯田埔）   |                              |

## 公共交通
东莞241路将接驳深圳地铁6号线溪头站及松岗公园站。

## 车站艺术
松岗公园站设有文化墙“密码”，通过抽象化的异形元素展现出技术进步和学子培养是通往发展与前进的“密码” 。